# Centrobasket 1965
El Centrobasket 1965, también conocido como el I Campeonato de baloncesto de Centroamérica y el Caribe, fue la 1ª edición del campeonato regional de Centroamérica y el Caribe de la FIBA Américas. Se celebró en la Ciudad de México, México del 19 al 28 de octubre de 1965. Este torneo otorgó dos cupos al Campeonato Mundial de Baloncesto de 1967.
México ganó el primer torneo al finalizar invicto en el todos contra todos. Puerto Rico y Cuba ganaron la medalla de plata y de bronce, respectivamente.

## Equipos participantes
- Cuba
- Islas Vírgenes Estadounidenses
- México (anfitrión)
- Panamá
- Puerto Rico

## Todos contra todos

### Posiciones
| # | Equipo                         | PJ | G | P | PE  | PP  | Dif  |
| - | ------------------------------ | -- | - | - | --- | --- | ---- |
| 1 | México                         | 8  | 8 | 0 | 741 | 567 | +174 |
| 2 | Puerto Rico                    | 8  | 6 | 2 | 704 | 603 | +101 |
| 3 | Cuba                           | 8  | 4 | 4 | 660 | 562 | +98  |
| 4 | Panamá                         | 8  | 2 | 6 | 665 | 651 | -14  |
| 5 | Islas Vírgenes Estadounidenses | 8  | 0 | 8 | 401 | 788 | -387 |

### Partidos
| 19 de octubre de 1965 |          |                                |  |
| Puerto Rico           | 101 - 47 | Islas Vírgenes Estadounidenses |  |
| Cuba                  | 85 - 73  | Panamá                         |  |
| 20 de octubre de 1965 |          |                                |  |
| Cuba                  | 98 - 47  | Islas Vírgenes Estadounidenses |  |
| México                | 104 - 84 | Puerto Rico                    |  |
| 21 de octubre de 1965 |          |                                |  |
| Panamá                | 94 - 48  | Islas Vírgenes Estadounidenses |  |
| México                | 76 - 65  | Cuba                           |  |
| 22 de octubre de 1965 |          |                                |  |
| México                | 91 - 70  | Panamá                         |  |
| Puerto Rico           | 78 - 60  | Cuba                           |  |
| 23 de octubre de 1965 |          |                                |  |
| Puerto Rico           | 93 - 90  | Panamá                         |  |
| México                | 103 - 55 | Islas Vírgenes Estadounidenses |  |
| 24 de octubre de 1965 |          |                                |  |
| Puerto Rico           | 90 - 88  | Cuba                           |  |
| Panamá                | 108 - 60 | Islas Vírgenes Estadounidenses |  |
| 25 de octubre de 1965 |          |                                |  |
| Puerto Rico           | 93 - 87  | Panamá                         |  |
| México                | 100 - 60 | Islas Vírgenes Estadounidenses |  |
| 26 de octubre de 1965 |          |                                |  |
| Cuba                  | 91 - 32  | Islas Vírgenes Estadounidenses |  |
| México                | 97 - 72  | Panamá                         |  |
| 27 de octubre de 1965 |          |                                |  |
| Puerto Rico           | 93 - 52  | Islas Vírgenes Estadounidenses |  |
| México                | 95 - 89  | Cuba                           |  |
| 28 de octubre de 1965 |          |                                |  |
| Cuba                  | 84 - 71  | Panamá                         |  |
| México                | 75 - 72  | Puerto Rico                    |  |

| Campeón México |
| Primer título  |

## Clasificados al Mundial

### Clasificados al Mundial de Uruguay 1967
| México Campeón del torneo | Puerto Rico Subcampeón del torneo |